# Star Trek: Very Short Treks
Star Trek: Very Short Treks, conosciuta anche come Very Short Treks, anche nota nel fandom con l'acronimo VST, è una miniserie televisiva d'animazione del 2023 diretta da Aaron Hawkins.
La serie consiste di cinque cortometraggi non canonici, promozionali, creati da Casper Kelly per il 50º anniversario della serie animata del 1973-1974 Star Trek. Ne sono protagonisti personaggi provenienti da tutto l'universo di Star Trek.

## Puntate
| nº | Titolo                      | Pubblicazione     |
| -- | --------------------------- | ----------------- |
| 1  | Skin a Cat                  | 8 settembre 2023  |
| 2  | Holiday Party               | 13 settembre 2023 |
| 3  | Worst Contact               | 20 settembre 2023 |
| 4  | Holograms, All the Way Down | 27 settembre 2023 |
| 5  | Walk, Don't Run             | 4 ottobre 2023    |

### Skin a Cat
- Diretto da: Aaron Hawkins
- Scritto da: Casper Kelly

#### Trama
L'Enterprise è sotto attacco da una flottiglia klingon: il Capitano inizia a utilizzare delle figure retoriche terrestri, ciascuna delle quali offende la specie a cui appartiene ciascuno degli ufficiali di plancia.
- L'episodio è ambientato nell'era della serie animata, anche se il Capitano non è Kirk. Sono presenti alcune specie canoniche e altre specie palesemente assurde.

### Holiday Party
- Diretto da: Aaron Hawkins
- Scritto da: Claire Friedman

#### Trama
A una festa del primo contatto sull'Enterprise, Spock è incaricato dell'intrattenimento e, pensando di essere divertente, mostra una serie di errori compiuti da vari personaggi della Flotta – fra i quali Hemmer, Saru e Philippa Georgiou – che sono in realtà dei tragici eventi, sconvolgendo i presenti.
- L'episodio è ambientato ai tempi di Strange New Worlds. Sono presenti, anche se non hanno battute, la comandante Chin-Riley e l'infermiera Chapel.

### Worst Contact
- Diretto da: Aaron Hawkins
- Scritto da: Casper Kelly

#### Trama
William Riker e Beverly Crusher sbarcano su un pianeta la cui specie nativa ha appena scoperto la propulsione a curvatura, ma devono fare i conti con le disgustose usanze della specie.

### Holograms, All the Way Down
- Diretto da: Aaron Hawkins
- Scritto da: Aaron Waltke

#### Trama
L'episodio è una serie di scatole cinesi olografiche: l'Enterprise NX-01 viene attaccata dai Klingon, ma è una simulazione olografica di William Riker e Deanna Troi, a loro volta simulazioni di Quark su Deep Space Nine che cerca di vendere la simulazione ai Cardassiani, a sua volta simulazione di Beckett Mariner e D'Vana Tendi che studiano la guerra del Dominio, a loro volta simulazioni create da Zero, Rok-Tahk e Gwyndala, a loro volta simulazioni di Uhura e Sulu, poi di Saru, di Hemmer e infine di Neelix.

### Walk, Don't Run
- Diretto da: Aaron Hawkins
- Scritto da: Casper Kelly

#### Trama
Sulla plancia dell'Enterprise NCC-1701, D'Vana Tendi celebra il cinquantesimo anniversario di The Animated Series intervistando Montgomery Scott, M'Ress e Arex, ma i tre equivocano le parole della giovane Orioniana e si offendono: Tendi cerca di rimediare ma peggiora la situazione, e i tre iniziano a criticare la serie Star Trek: Lower Decks, a loro detta volgare e «troppo veloce». Tendi perde la pazienza e li accusa di essere gelosi delle nuove tecnologie con cui vengono prodotti i cartoni moderni, ma arrivano Riker e Sulu che stemperano le tensioni improvvisando un folle concerto. Tendi e Scott si riappacificano e l'ingegnere confessa sincera ammirazione per Lower Decks.

## Personaggi e interpreti
- William T. Riker, doppiato originalmente da Jonathan Frakes.
- Spock, doppiato originalmente da Ethan Peck.
- M'Ress, doppiata originalmente da Cristina Milizia.
- Saru, doppiato originalmente da Doug Jones.
- Hikaru Sulu, doppiato originalmente da George Takei.
- D'Vana Tendi, doppiata originalmente da Noël Wells.
- Hemmer, doppiata originalmente da Bruce Horak.
- Nyota Uhura, doppiata originalmente da Celia Rose Gooding.
- Beverly Crusher, doppiata originalmente da Gates McFadden.
- T'Pring, doppiata originalmente da Gia Sandhu.
- Neelix, doppiato originalmente da Ethan Phillips.
- Quark, doppiato originalmente da Armin Shimerman.
- Trip Tucker, doppiato originalmente da Connor Trinneer.
- Montgomery Scott, doppiato originalmente da Carlos Alazraqui.
- Zero, doppiato originalmente da Angus Imrie.
- Bragu, doppiato originalmente da Dana Snyder
- Computer di bordo, doppiato originalmente da Bonnie Gordon
- Casper Kelly, doppiato dallo stesso Caspar Kelly.
- Antedeano, doppiato originalmente da Eric Bauza.
- Capitano, doppiato originalmente da Pete Holmes
- Mucara, doppiata originalmente da Sarah Sherman

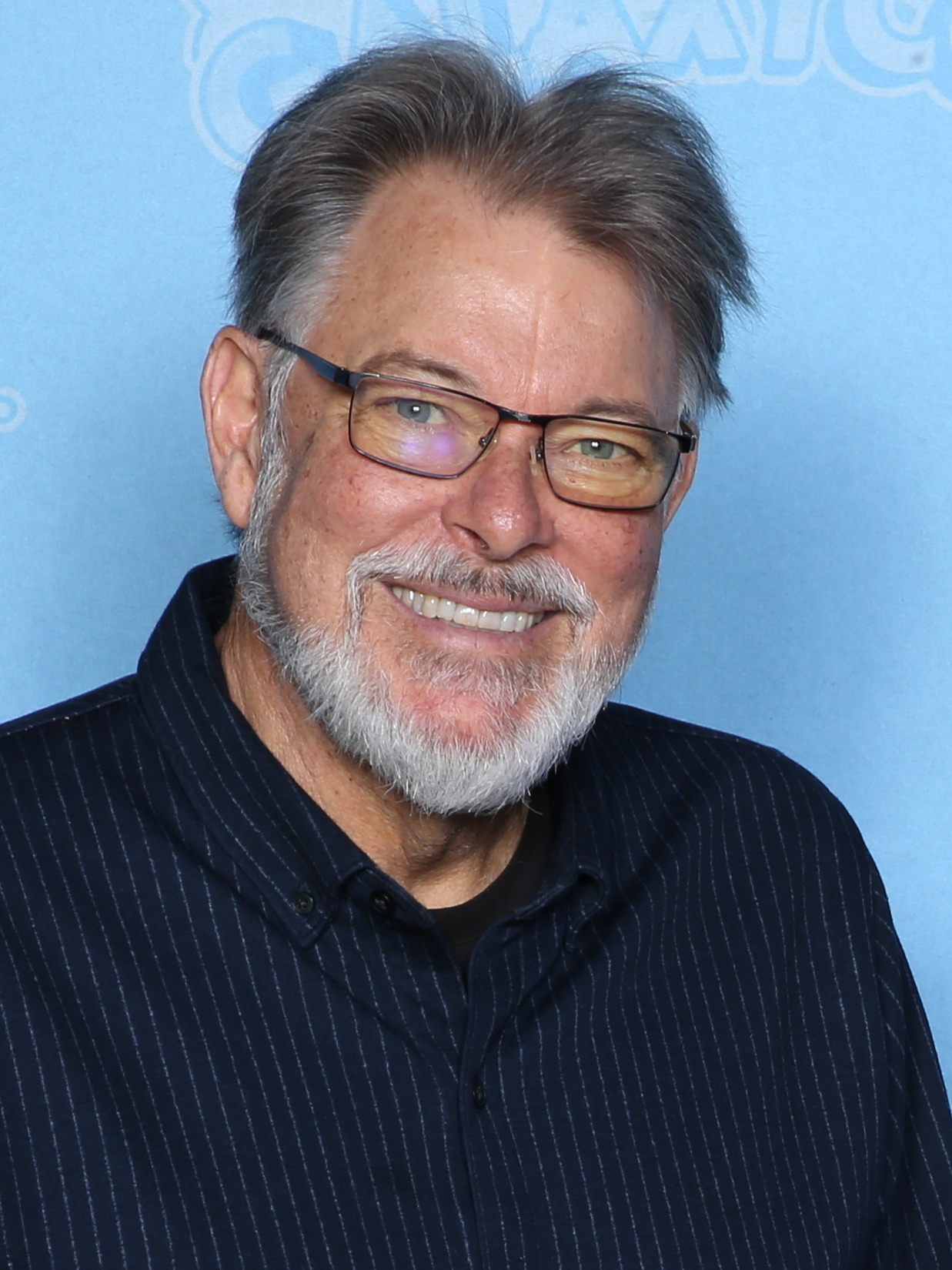
Joanathan Frakes, interprete di William T. Riker
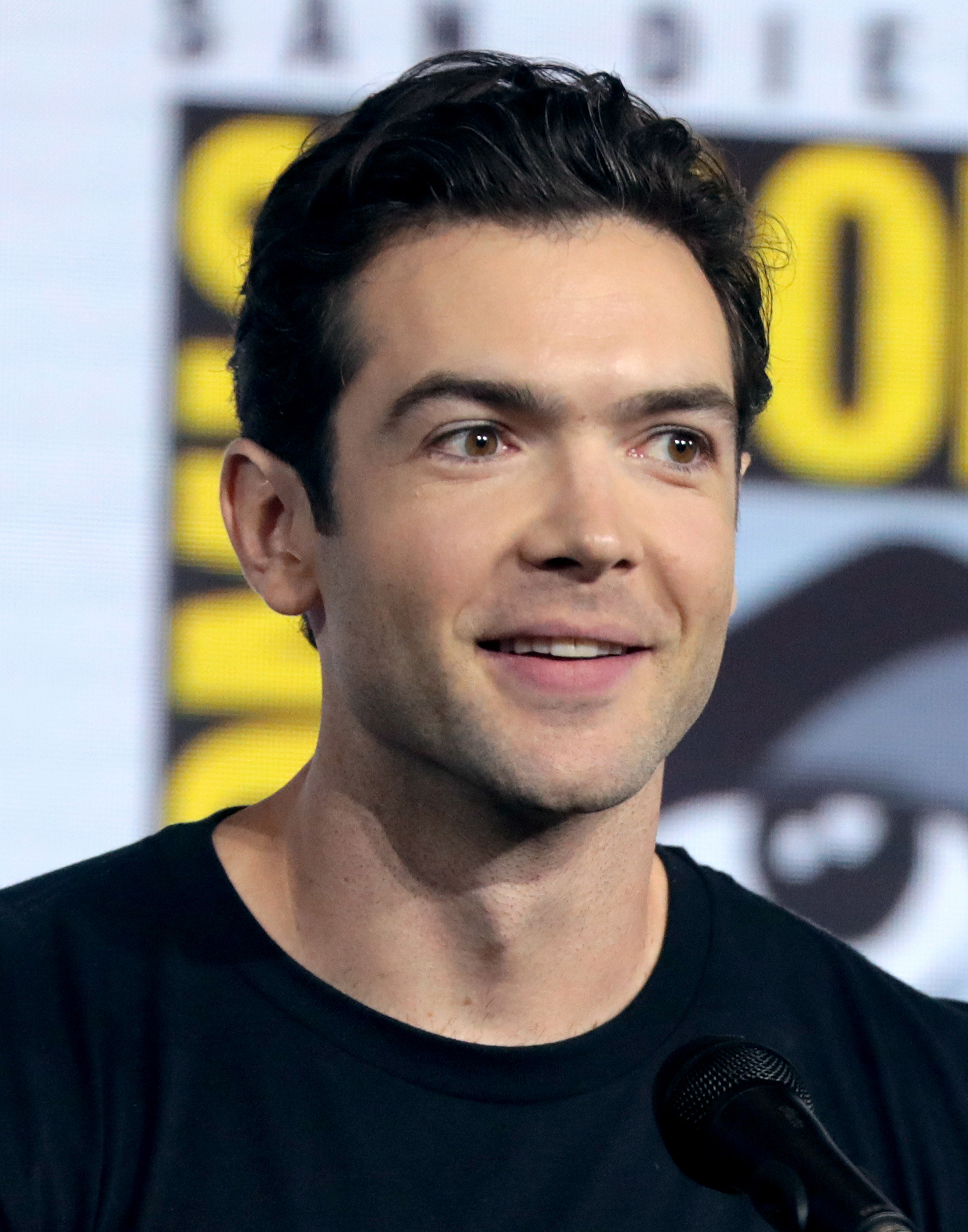
Ethan Peck, interprete di Spock
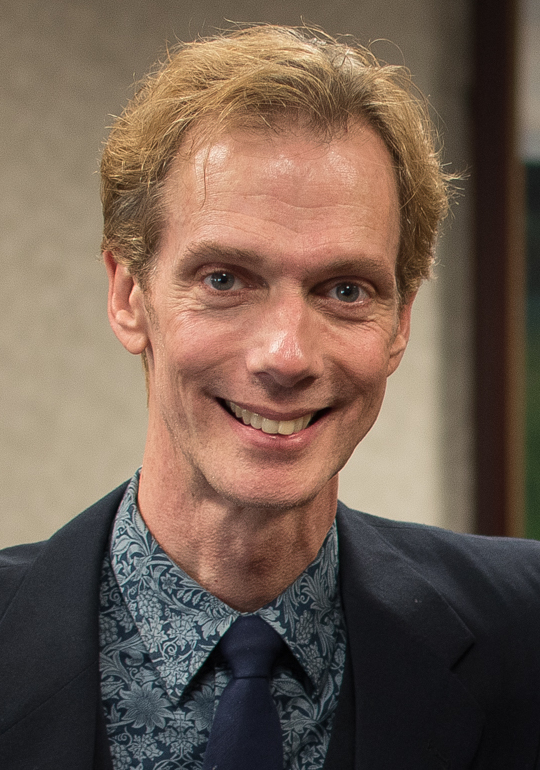
Doug Jones, interprete di Saru
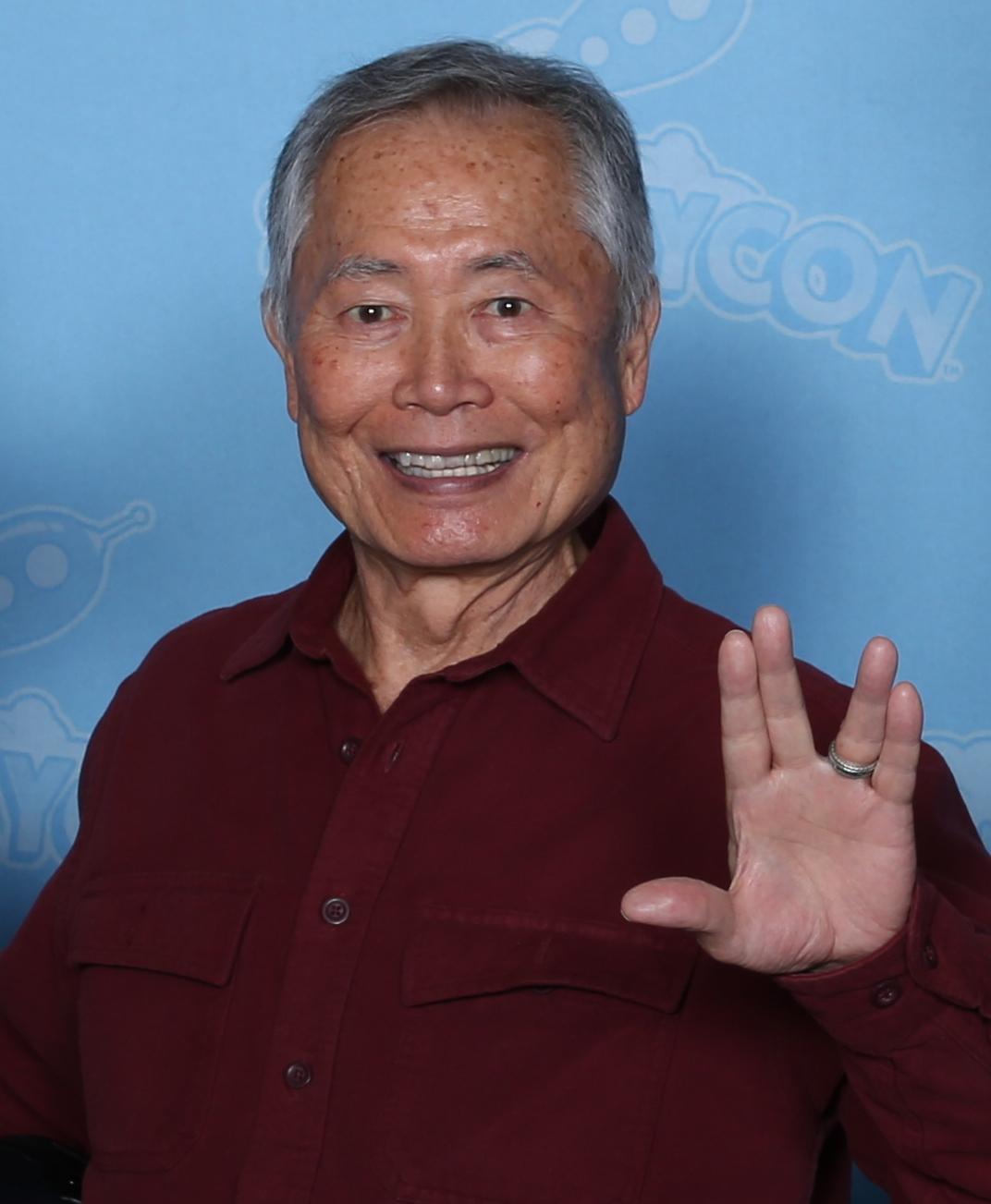
, interprete di Hikaru Sulu
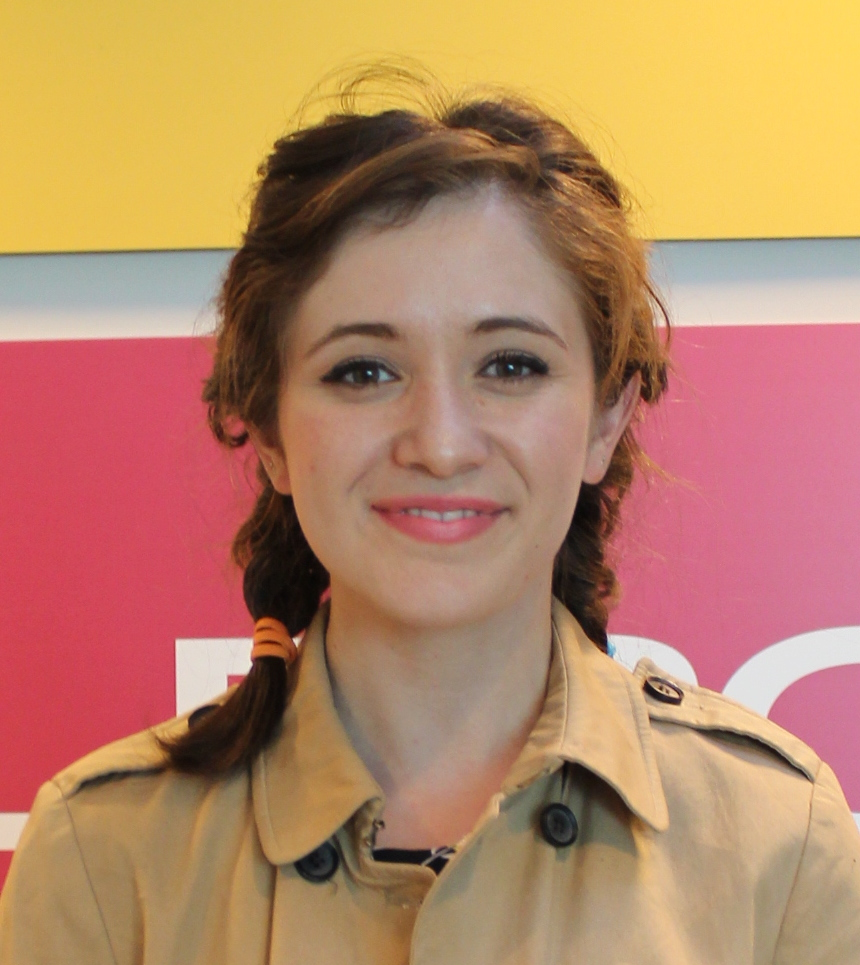
Noël Wells, interprete di D'Vana Tendi
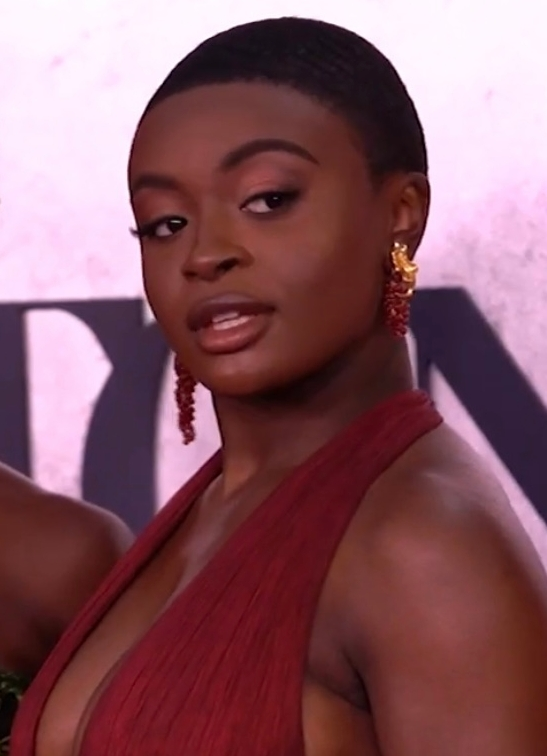
Celia Rose Gooding, interprete di Nyota Uhura
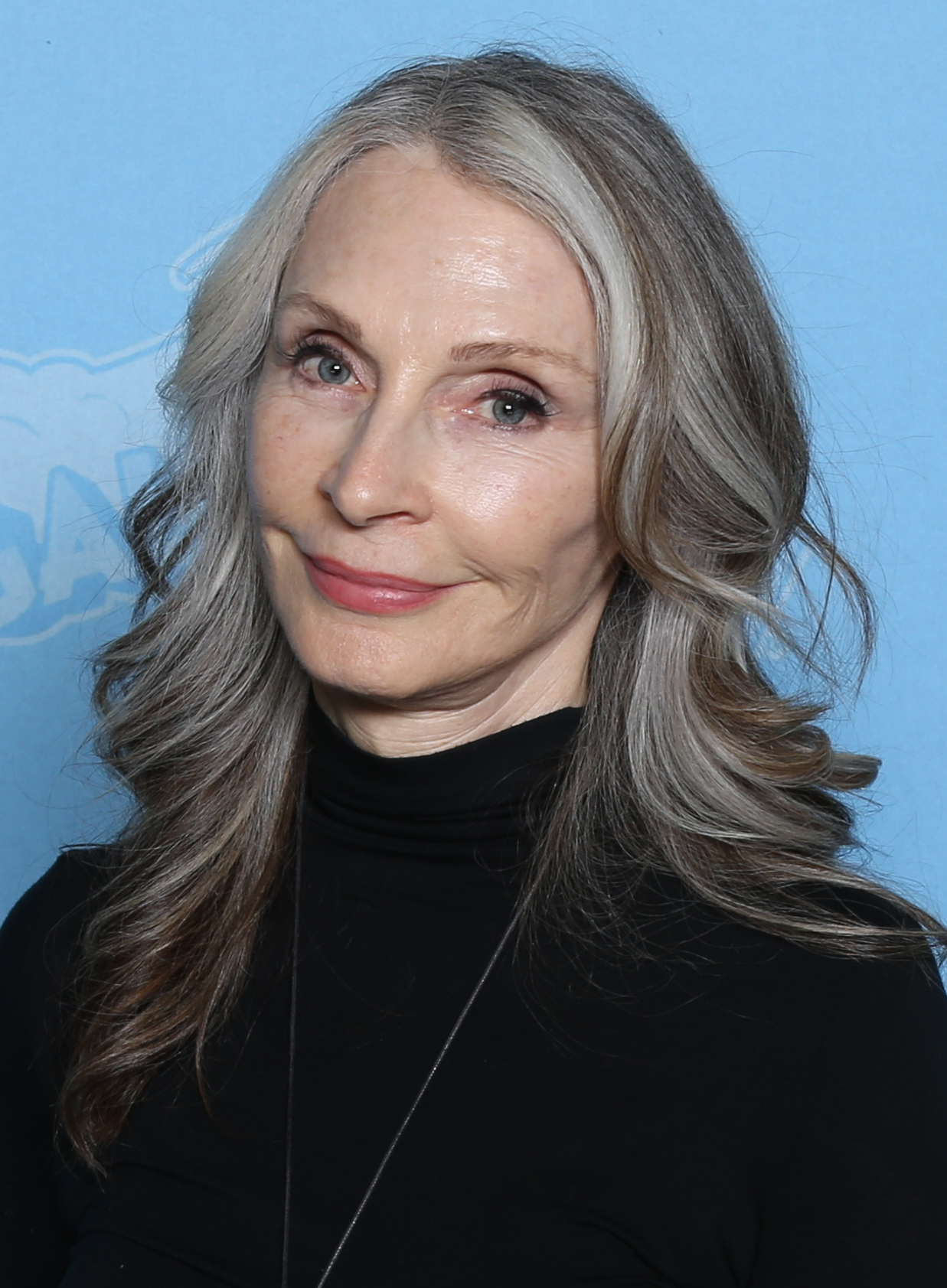
Gates McFadden, interprete di Beverly Crusher
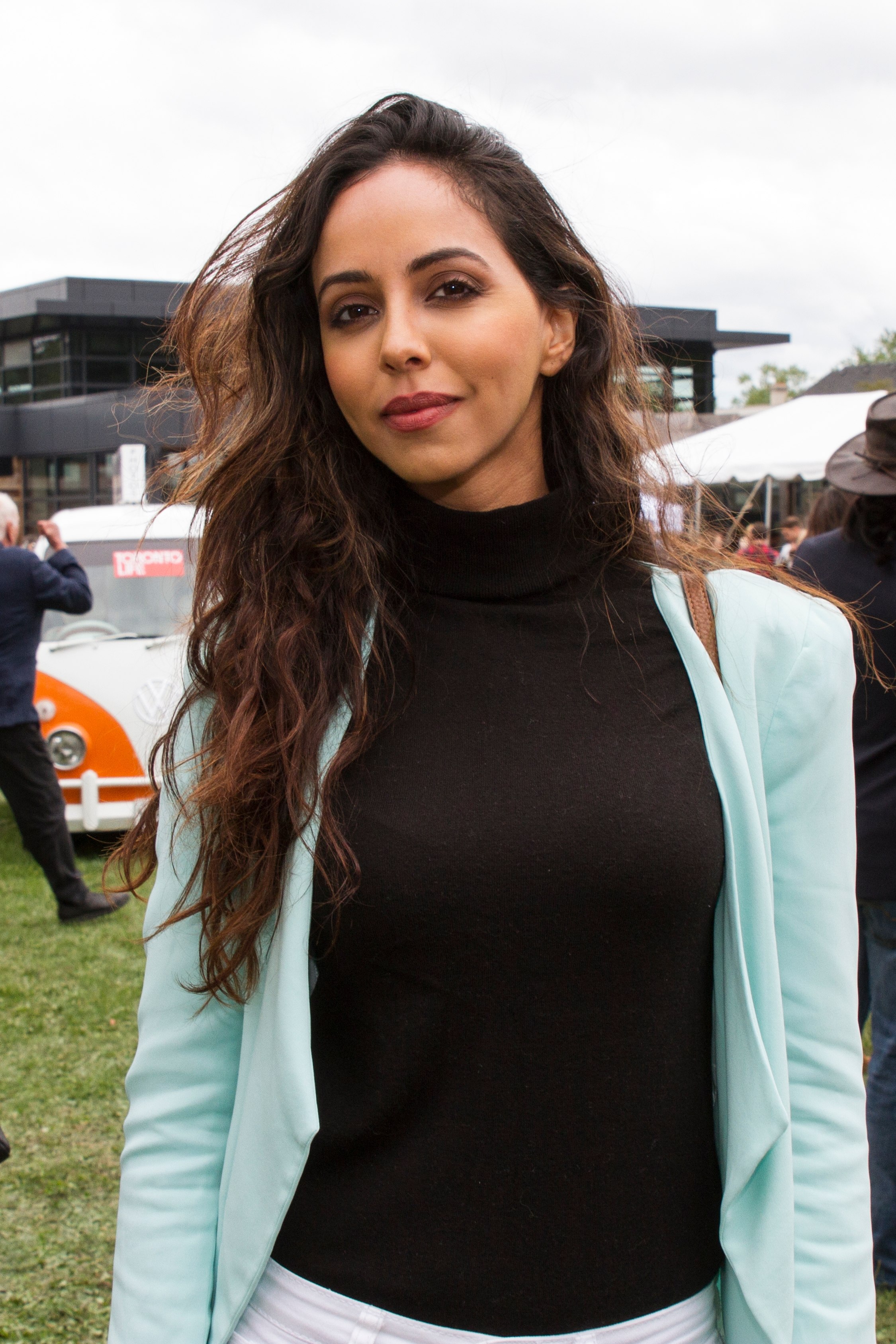
Gia Sandhu, interprete di T'Pring
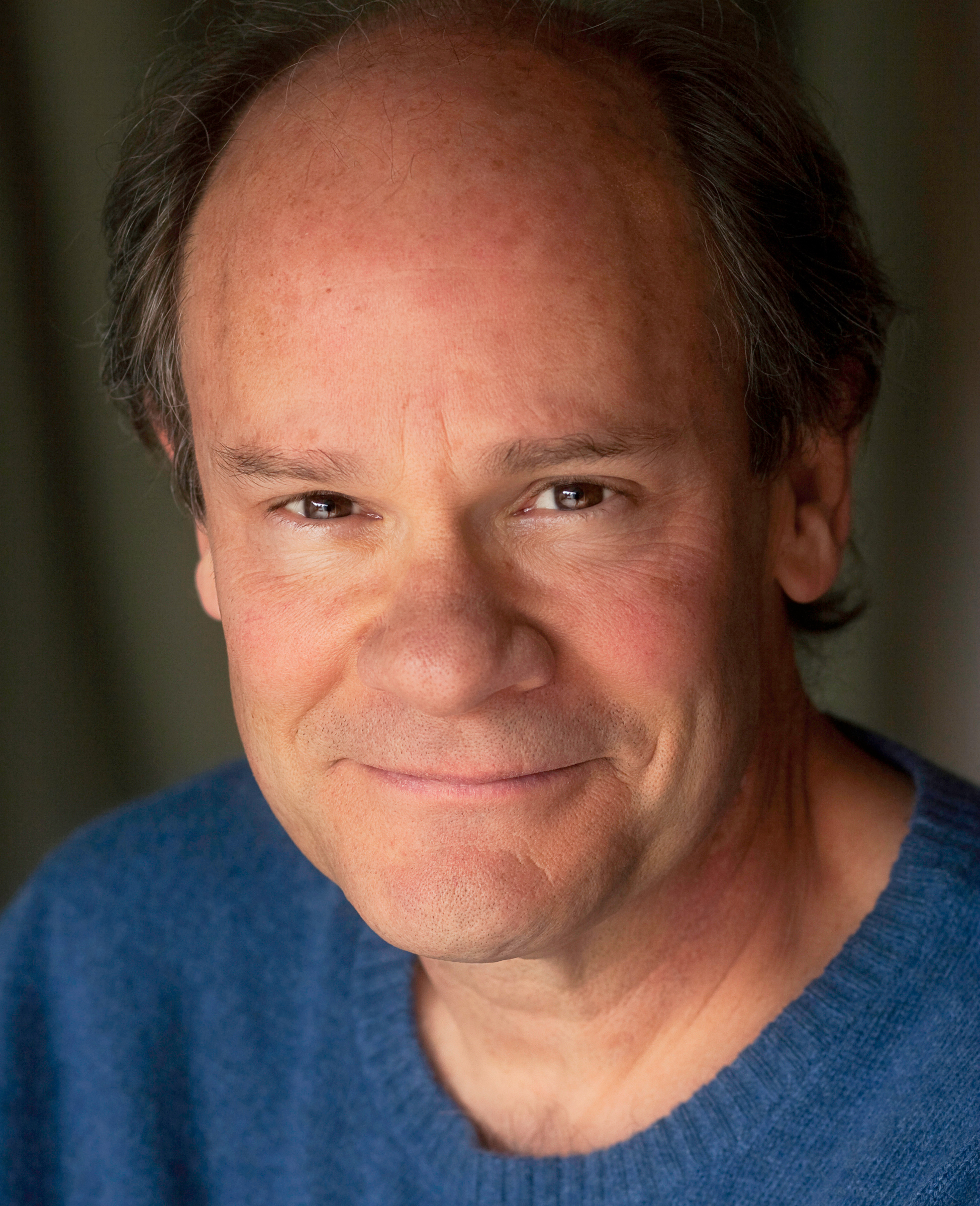
Ethan Phillips, interprete di Neelix
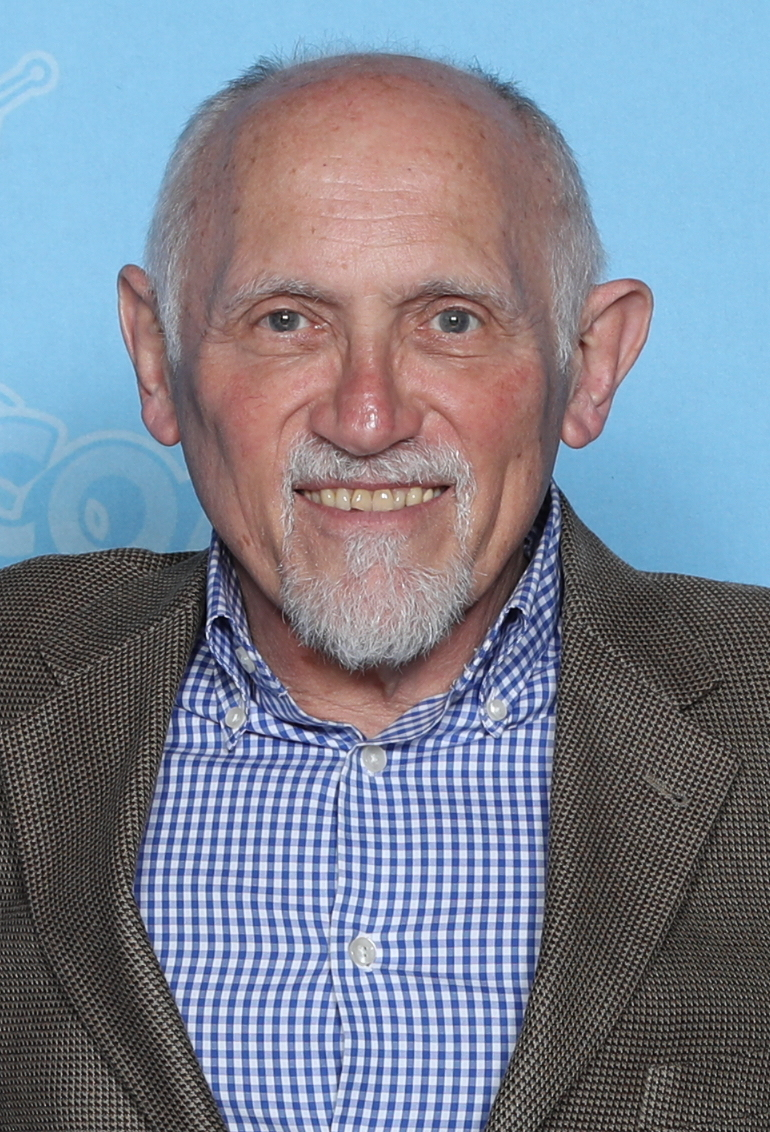
Armin Shimerman, interprete di Quark
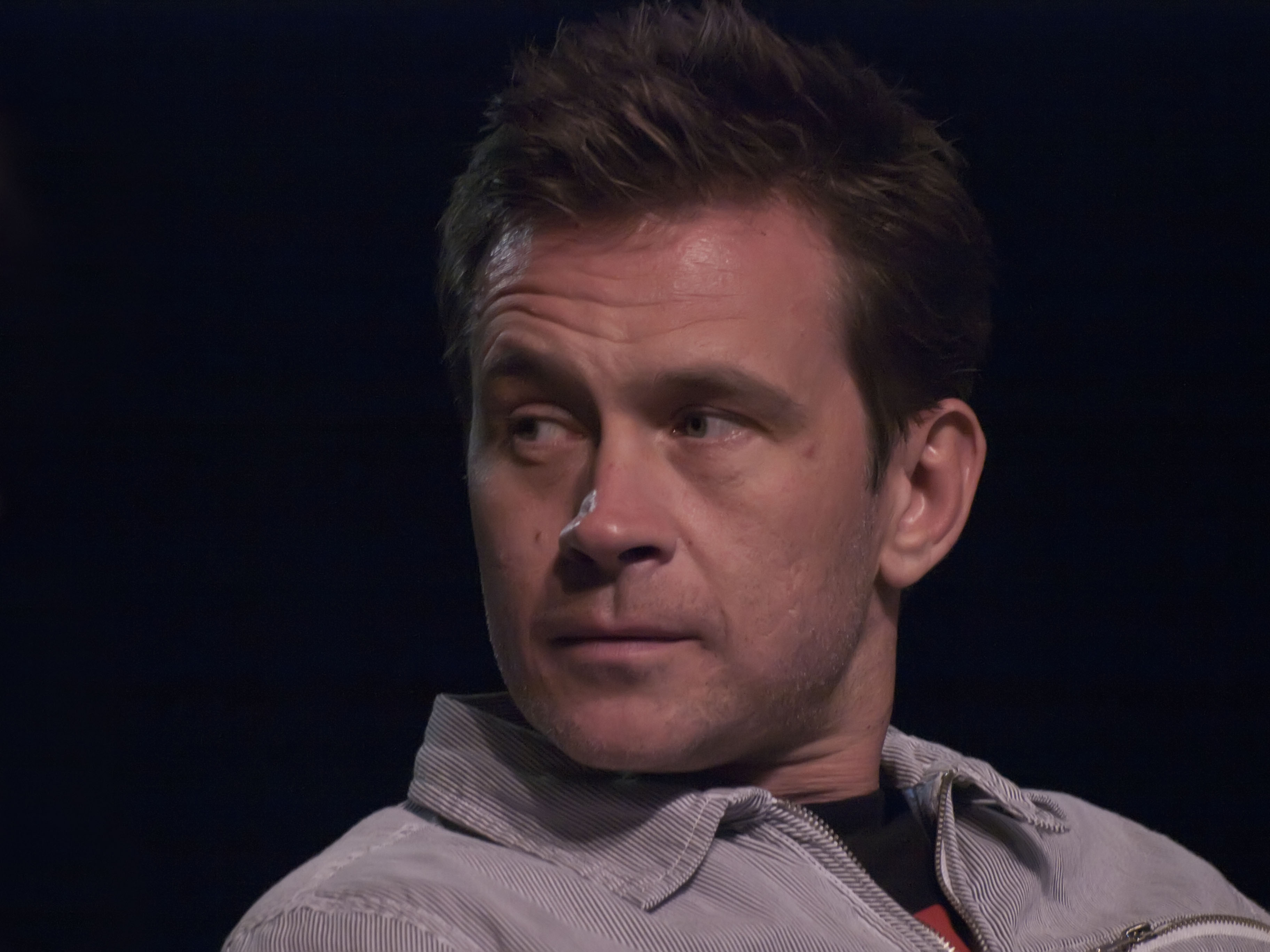
Connor Trinner, interprete di Trip Tucker
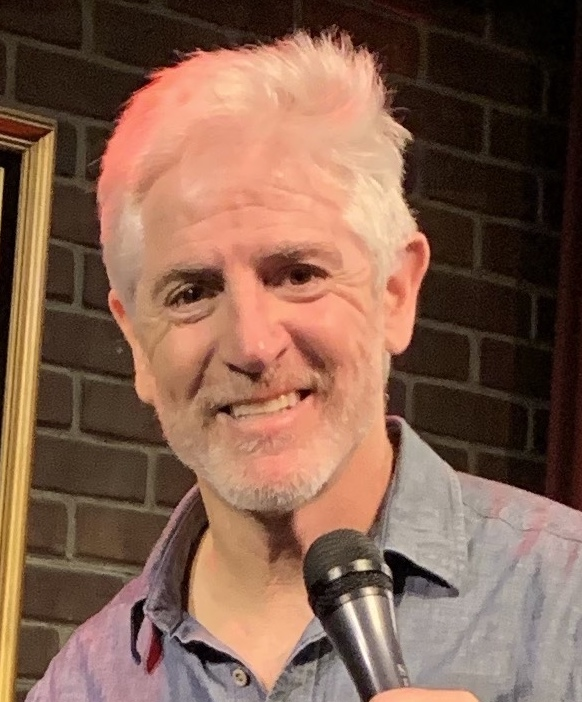
Carlos Alazraqui, interprete di Montgomery Scott
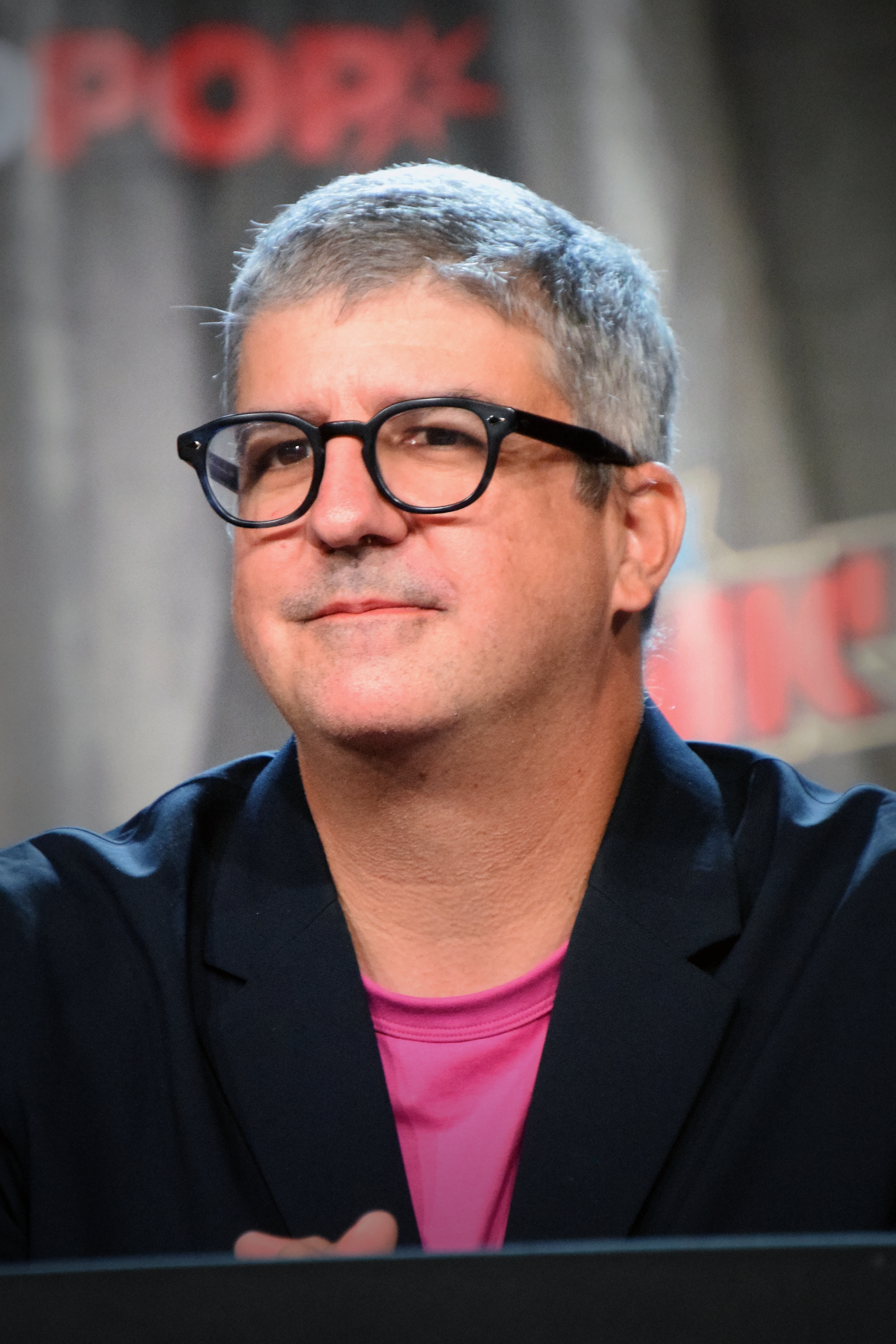
Dana Snyder, interprete di Braqu
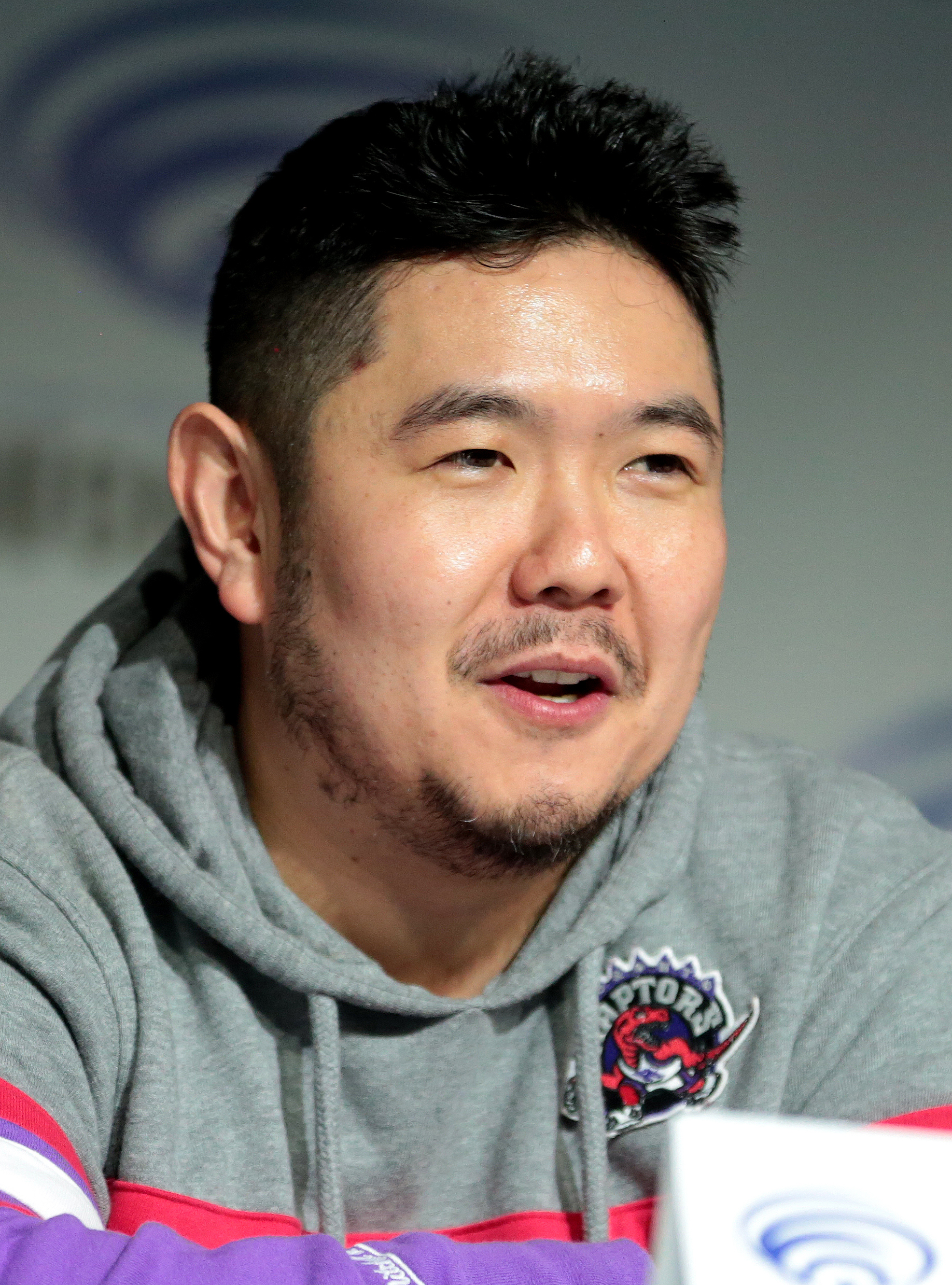
Eric Bauza, interprete di un Antedeano

## Produzione
La serie viene annunciata nel luglio 2023. Caspar Kelly è stato spinto ad andare oltre i limiti dell'umorismo abitualmente contenuto nelle opere del franchise. L'animazione è stata fornita da Awesome Inc ed è nello stesso stile della serie animata degli anni settanta. Nella miniserie sono presenti molti personaggi di Star Trek, i cui rispettivi attori prestano loro la voce, cui si aggiungono numerosi comici in qualità di doppiatori supplementari.

## Distribuzione
Star Trek: Very Short Treks è stata pubblicata su StarTrek.com e YouTube, in inglese dall'8 settembre al 4 ottobre 2023.